# Valliguières
Valliguières là một xã trong vùng Occitanie. Xã Valliguières nằm ở khu vực có độ cao trung bình 170 mét trên mực nước biển.